# Acque aggressive
Le acque aggressive per i calcestruzzi armati sono acque che agendo sul manufatto cementizio indurito possono reagire con alcuni dei suoi componenti, aumentandone la porosità, causando fessurazioni ed innescando l'ossidazione delle armature, rendendo il manufatto più vulnerabile all'azione dell'ambiente e di conseguenza riducendone il grado di durabilità. Per tale motivo, per la produzione del calcestruzzo, devono essere impiegate solo acque potabili e di riciclo conformi alla UNI EN 1008.

## Acque dilavanti
Le acque dilavanti sono acque molto pure, cioè con un basso contenuto salino o acque contenenti anidride carbonica aggressiva.

### Acque pure
Le acque pure, possono essere di origine naturale o industriale, le prime sono tipiche per esempio dei bacini montani, che raccolgono le acque dei ghiacciai e che possono venire in contatto con opere di sbarramento in calcestruzzo armato.
Queste acque solubilizzano ed asportano (dilavamento) l'idrossido di calcio, che è leggermente solubile in acqua, presente nel calcestruzzo e proveniente dall'idratazione dei silicati di calcio del clinker di Portland; l'idrossido di calcio è dovuto principalmente alla presenza di silicato tricalcico dalla cui idratazione si produce la maggior quantità di calce libera.
L'effetto dilavante diventa più marcato in caso di acqua in movimento poiché l'azione dissolvente si rinnova continuamente ed in teoria si può arrivare a sciogliere tutta la calce presente nel calcestruzzo.
L'idrossido di calcio costituisce il 20-25% in peso della pasta del cemento Portland e la sua rimozione lascia dietro di sé dei vuoti che provocano un aumento della permeabilità del calcestruzzo, indebolendo così la struttura ed esponendola ad ulteriori attacchi da parte degli agenti aggressivi.
Inoltre l'asportazione della calce porta anche ad una riduzione della resistenza meccanica a compressione del calcestruzzo; tale riduzione è dell'ordine del 1-2% per ogni 1% di idrossido di calcio dilavato

### Acque contenenti CO2
Il fenomeno del dilavamento del calcestruzzo è amplificato se l'acqua presenta anidride carbonica aggressiva.
L'anidride carbonica è solubile in acqua ed è quindi inevitabilmente presente in tutte le acque naturali.
La CO2 nelle acque naturali è presente come:
- anidride carbonica combinata: sotto forma di sali carbonatici ed in particolare di bicarbonato di calcio;
- anidride carbonica libera: sotto forma di acido carbonico che dissociandosi in ioni H+ e HCO3- e CO3-- conferisce all'acqua un pH inferiore a 7.

Quest'ultima è la sola nociva in quanto trasforma l'idrossido di calcio in bicarbonato di calcio, notevolmente solubile, secondo la reazione a due stadi:
- CO2 + Ca(OH)2 → CaCO3 + H2O
- CO2 + CaCO3 + H2O → Ca(HCO3)2

### Fenomeni che influenzano il dilavamento
Il fenomeno del dilavamento del calcestruzzo avviene più rapidamente:
- all'aumentare della temperatura ambientale;
- all'aumentare della velocità dell'acqua;
- all'aumentare della porosità iniziale del conglomerato;
- all'aumentare dell'estensione della superficie di contato liquido-solido.

### Rimedi
In tutti i casi in cui vi è il pericolo di dilavamento della calce si devono usare cementi a prestazioni particolari denominati cementi resistenti al dilavamento.
I cementi d'altoforno, pozzolanici e alcuni cementi Portland ferrici (a basso tenore di alite) che producono una minor quantità di idrato di calcio solubilizzabile e pertanto sono meno aggrediti del Portland fanno parte dei cementi resistenti al dilavamento.
Inoltre è fondamentale che il calcestruzzo risulti il più compatto possibile al fine di renderlo impermeabile agli agenti aggressivi esterni.
A tal fine è necessario un idoneo studio del mix design nonché un'accurata posa in opera, costipamento e stagionatura dei getti.

## Acque solfatiche
Le acque solfatiche sono prevalentemente acque naturali (acque meteoriche, sotterranee, sorgive, ecc.) che attraversano suoli argillosi, con possibili inquinanti locali (terreni gessosi) contenenti ione solfato SO4--.
I solfati si possono trovare anche in acque industriali o in quelle reflue.
I più comuni sono i solfati di sodio, potassio, calcio, magnesio ed ammonio; i più pericolosi però per la durabilità del calcestruzzo sono gli ultimi due per la concomitante azione aggressiva dei suoi cationi.
Lo ione solfato, se proveniente da solfati diversi da quello di calcio, reagisce con l'idrossido di calcio presente nel calcestruzzo a seguito dell'idratazione del cemento.
- Ca(OH)2 + SO4-- +2H2O→ CaSO4.2H2O +2OH-.

Il gesso successivamente reagisce con l'alluminato tricalcico con formazione di ettringite che deteriora gravemente il calcestruzzo (attacco solfatico).
In particolari condizioni ambientali.
- climi freddi (0-10 °C)
- umidi (UR >95%
- ricchi di anidride carbonica

il gesso, formatosi per reazione tra lo ione solfato e l'idrossido di calcio, reagisce con i silicati idrati di calcio, la calce stessa e l'anidride carbonica con formazione di thaumasite.
L'effetto della thaumasite è molto devastante e comunque molto più deleterio che non quello provocato dall'entringite.
La formazione della thaumasite è infatti accompagnata da una sorta di spappolamento del calcestruzzo che diviene un materiale incoerente.

### Rimedi
In caso di attacco solfatico, è preferibile utilizzare cementi resistenti ai solfati, i quali hanno un basso contenuto di alluminato tricalcico.
Se c'è il pericolo di formazione della thaumasite, tali cementi però non sono idonei visto che in questo caso la reazione distruttiva avviene tra gesso e silicati idrati di calcio.
È importante quindi in ogni caso intervenire sul mix design e sulle modalità di posa in opera, costipamento e stagionatura del getto al fine di realizzare una struttura a matrice compatta e pertanto impermeabile all'ingresso di agenti esterni, oppure utilizzare delle protezione superficiali impermeabili.

### Limiti di solfati nell'acqua d'impasto
Per quanto sopra riportato, per garantire la durabilità del calcestruzzo, è necessario che lo ione solfato non venga introdotto nel conglomerato attraverso gli ingredienti della miscela.
Pertanto la norma UNI EN 1008 fissa il limite massimo del contenuto di solfati espresso come SO<inf>42- in 2000 mg/l.

## Acque con cloruri

### Acque non marine
Sono le acque che disciolgono e trasportano i sali disgelanti utilizzati sulle strade, autostrade, aeroporti, ecc., durante l'inverno per la rimozione del ghiaccio.
Lo ione cloruro Cl-, penetrando nella massa del calcestruzzo raggiunge le armature metalliche, riducendo rapidamente la passivazione dei ferri anche in situazione di calcestruzzo non carbonatato, cioè con pH 13.
In presenza di ossigeno si attiva il fenomeno di ossidazione delle armature, definito in questo caso pitting corrosion, non accompagnato dalla formazione di ruggine e quindi da distacco del copriferro, e quindi estremamente pericoloso in quanto il danno non è facilmente rilevabile ed è causa di una grave riduzione della sezione dell'armatura.
Come sali disgelanti sono normalmente utilizzati il cloruro di sodio NaCl cloruro di calcio CaCl2 che è largamente più usato del precedente poiché la sua azione disgelante è considerata più efficace, soprattutto per la rapidità.
Sia il cloruro di sodio che il cloruro di calcio, provocano il egual misura la corrosione dei ferri di armatura, ma la loro azione sul calcestruzzo è diversa.
Il cloruro di calcio ha una notevole azione aggressiva sul calcestruzzo tanto da danneggiarlo gravemente.
Questa azione aggressiva si esplica attraverso la reazione tra il CaCl2 che penetra dall'esterno e la calce Ca(OH)2, già presente nel calcestruzzo, con la formazione di un ossicloruro di calcio idrato, secondo la reazione:
- 3CaCl2 + Ca(OH)2 + H2O → 3CaO.CaCl2.15H2O.

Il prodotto di reazione produce la disintegrazione della pasta che avvolge gli aggregati con formazioni di fessurazioni e delaminazioni.
Il cloruro di sodio NaCl, invece interagisce con il calcestruzzo in maniera diversa rispetto al cloruro di calcio, poiché è in grado di innescare la cosiddetta reazione alcali aggregati in presenza di inerti costituiti da silice amorfa o scarsamente cristallina.

### Acque marine
L'acqua di mare rappresenta l'ambiente naturale più aggressivo per il calcestruzzo armato sia per la vastità del fenomeno sia per la quantità dei meccanismi degradanti.
Infatti il calcestruzzo nelle opere marine può essere aggredito attraverso diversi meccanismi che possono essere di natura meccanica, fisica e chimica e che tendono a ridurne il grado di durabilità.
A questi meccanismi si aggiunge anche il non trascurabile attacco di natura biologica legato al metabolismo di microorganismi, molluschi, ecc.
Tra questi attacchi i principali, che influiscono sul processo di degradazione sia del calcestruzzo che del ferro di armatura, sono quelli già descritti in precedenza e cioè:
- il dilavamento della pasta di cemento da parte dell'acqua;
- l'attacco solfatico sul calcestruzzo;
- la corrosone delle armature accelerata dalla presenza degli ioni cloruro.

Oltre a questi si possono aggiungere: 
- attacchi di tipo meccanico:
  - l'erosione superficiale al moto ondoso e all'azione delle maree;
- attacchi di tipo fisico;
  - il rigonfiamento legato alla cristallizzazione dei sali nei pori;
  - l'alternanza di bagnatura e asciugatura del calcestruzzo;
  - l'azione abrasiva del vento
  - insorgere della pressione osmotica;
- l'attacco chimico portato dalle sostanze disciolte nell'acqua di mare (oltre ai sali solfatici, ai cloruri e all'anidride carbonica anche ai sali magnesiaci);
- attacco di tipo biologico;
  - biofouling.

Esaminiamo nello specifico le principali cause di degrado dipendenti dall'azione dell'acqua di mare.
L'elevato contenuto salino dell'acqua di mare (circa 36 g/l di sali con prevalenza del cloruro di sodio ma con quantità ragguardevoli di sali di calcio e magnesio)) e la elevata reattività del cemento nei suoi confronti, farebbe pensare ad una vita molto breve del calcestruzzo in questo ambiente.
L'attacco risulta invece, poco importante nelle zone di calcestruzzo immerso, grazie all'azione impermeabilizzante di una particolare forma di carbonato di calcio (aragonite) che si forma per reazione tra l'anidride carbonica disciolta nell'acqua e l'idrossido di calcio (le reazioni sono analoghe a quelle viste in precedenza che portano alla formazione della calcite) e che occlude i pori del calcestruzzo.
Più severo è invece l'attacco nella zona di bagnasciuga.
Infatti alla maggior parte degli attacchi chimici già descritti (lo ione solfato attacca la pasta di cemento e lo ione cloruro provoca la corrosione dei ferri di armatura; in ambo i casi l'attacco ha carattere espansivo) si aggiunge anche l'azione dello ione magnesio, di cui si parlerà in seguito, e 
l'attacco fisico.
L'acqua risale per capillarità nei pori del calcestruzzo posto al di sopra dell'acqua, evapora sulla superficie con conseguente cristallizzazione dei sali disciolti.
La cristallizzazione è seguita da un aumento di volume.
Tale fenomeno ciclico nel tempo porta alla disgregazione del calcestruzzo superficiale.
Il fenomeno viene ulteriormente aggravato dall'azione meccanica delle onde con abrasione ed erosione delle parti esposte.
Infine i manufatti in calcestruzzo armato immersi in acqua di mare subiscono anche l'attacco biologico: azione del fouling.

### Rimedi
Per l'esecuzione di opere in ambienti marini o comunque in ambienti in presenza di cloruri (classi di esposizione XS o XD) è preferibile utilizzare cementi di tipo III (cemento d'altoforno) e IV (cemento pozzolanico).

### Attacco magnesiaco
L'attacco chimico del solfato di magnesio, (ma anche quello del cloruro di magnesio) contenuto in discrete quantità nell'acqua di mare è notevolmente dannoso, poiché, a differenza degli altri solfati, reagisce con tutti i costituenti del cemento idrato, compresi i silicati determinando la decalcificazione del calcestruzzo:
con l'idrossido di calcio si hanno le seguenti reazioni:
- Ca(OH)2 + MgSO4+2H2O → CaSO4.2H2O + Mg(OH)2;
- Ca(OH)2 + MgCl2 → CaCl2 + Mg(OH)2.

Nella prima reazione si forma gesso il quale reagisce con gli alluminati idrati di calcio dando l'ettringite; in tutte e due i processi invece l'idrossido di calcio viene trasformato in un alto composto solido, Mg(OH)2 o brucite, meno solubile del Ca(OH)2, ma con poteri leganti inferiori a quelli della calce.
Lo ione Mg++ può arrivare anche a sostituirsi al calcio nei silicati idrati di calcio con formazione di un silicato idrato di magnesio (M-S-H)) privo delle proprietà leganti dei silicati idrati di calcio e che inoltre può essere facilmente asportato dal movimento delle acque.

### Limiti di cloruri nell'acqua d'impasto
Per quanto sopra riportato, per garantire la durabilità del calcestruzzo, è necessario che lo ione cloruro non venga introdotto nel conglomerato attraverso gli ingredienti della miscela.
Pertanto la norma UNI EN 1008 fissa il contenuto di cloruri nell'acqua utilizzata per l'impasto dei calcestruzzi il quale non deve superare i limiti di seguito riportati:
| Uso finale                                          | contenuto max di Cl- in mg/l |
| --------------------------------------------------- | ---------------------------- |
| Cls precompresso e malte di iniezione               | 500                          |
| Cls armato o con elementi metallici inglobati       | 1000                         |
| Cls non armato o senza elementi metallici inglobati | 4500                         |

## Normativa
- UNI EN 1008: Acqua d'impasto per il calcestruzzo - Specifiche di campionamento, di prova e di valutazione dell'idoneità dell'acqua, incluse le acque di recupero dei processi dell'industria del calcestruzzo, come acqua d'impasto del calcestruzzo